# Ceraphron soavinae
Ceraphron soavinae är en stekelart som beskrevs av Jean Risbec 1953. Ceraphron soavinae ingår i släktet Ceraphron och familjen pysslingsteklar. Inga underarter finns listade i Catalogue of Life.